# Zuiderheide (Friesland)
Zuiderheide (Fries: Suderheide) is een voormalige buurtschap in de gemeente Smallingerland, in de Nederlandse provincie Friesland. Zuiderheide lag ten zuiden van Drachten en ten oosten van de buurtschap Zuidereind.
De buurtschap is in het begin van twintigste eeuw ontstaan tussen Zuidereind en Selmien. In eerste instantie waren de boerderijen alleen via twee doodlopende paden te bereiken vanaf Zuidereind. 